# Centrum nauki

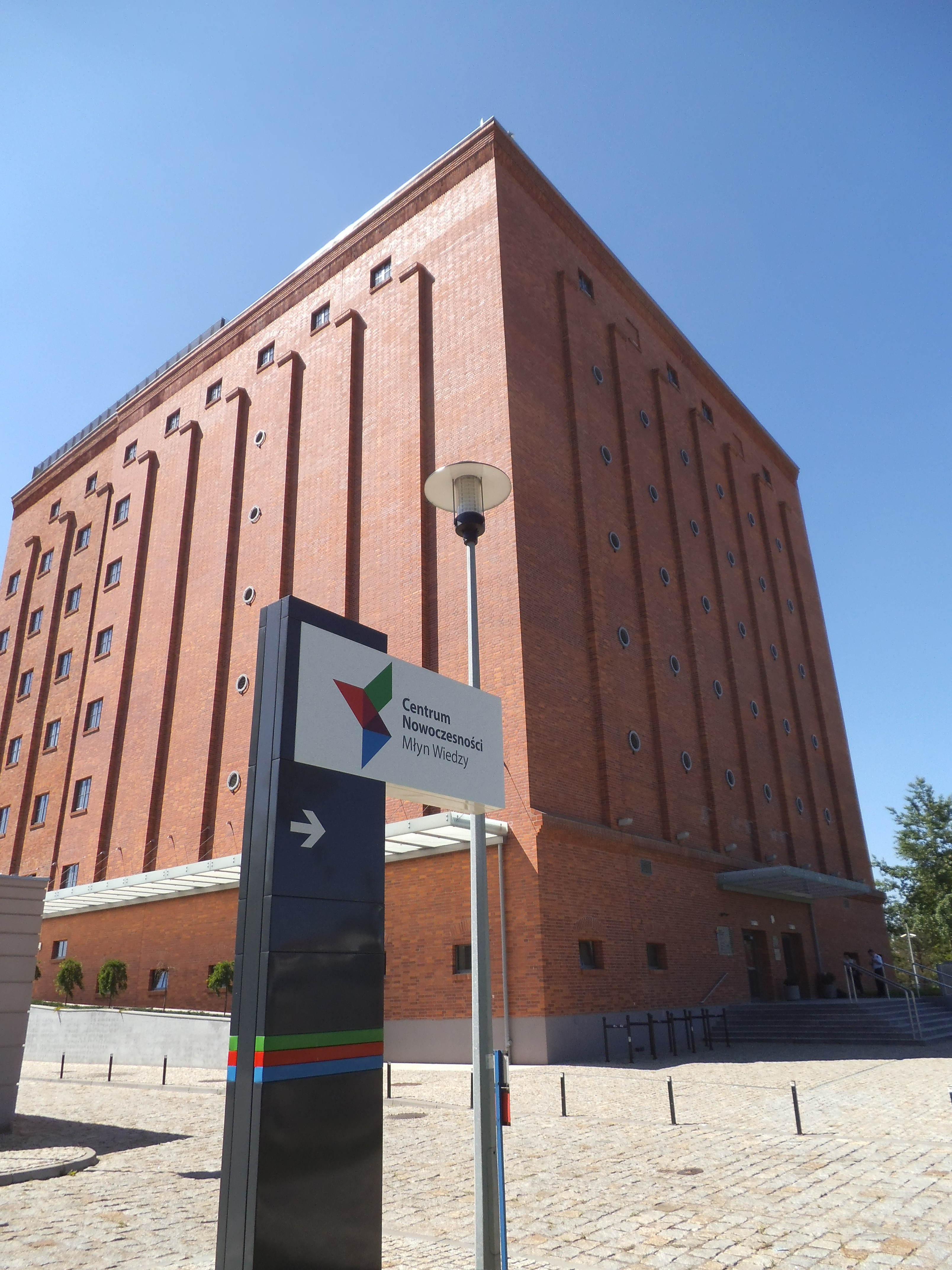
Centrum Nowoczesności Młyn Wiedzy w Toruniu

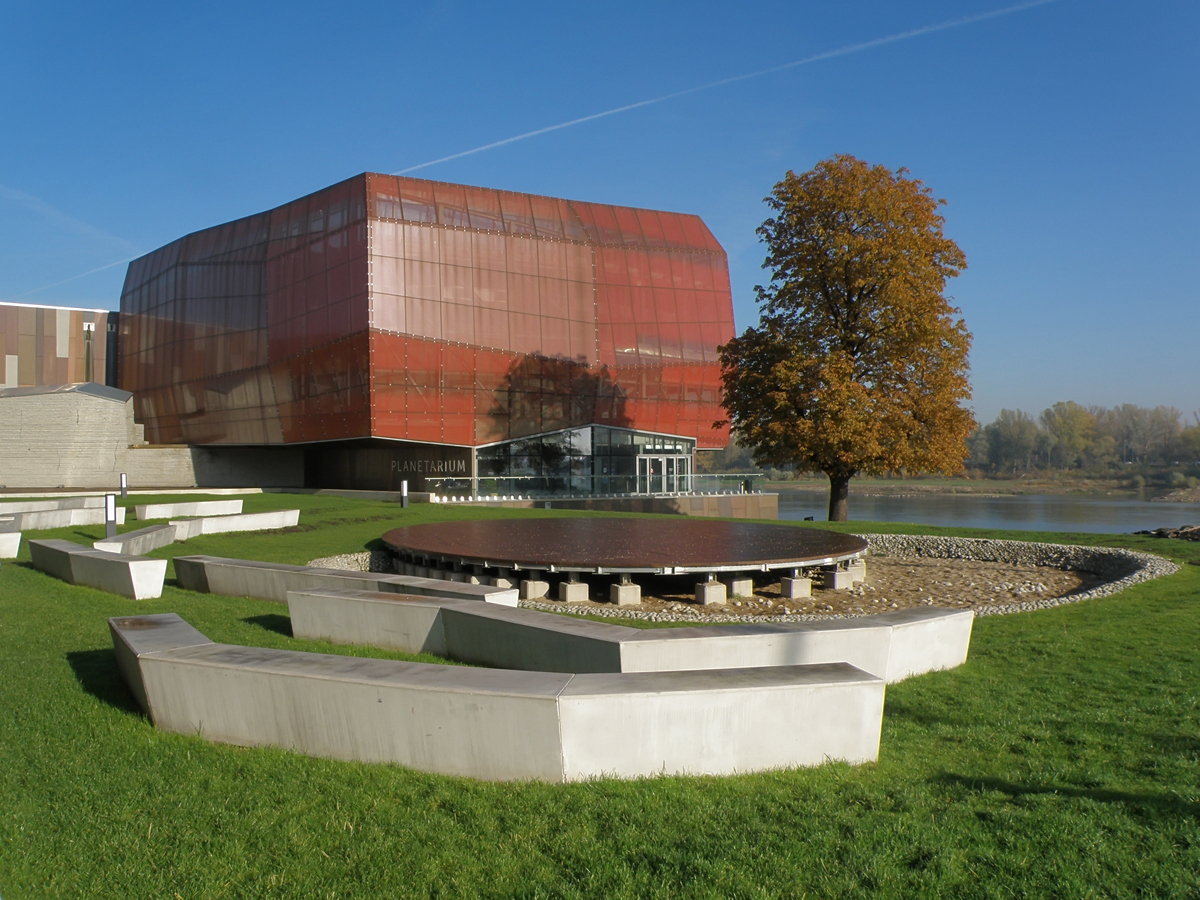
Centrum Nauki Kopernik w Warszawie

Centrum nauki (oboczne nazwy: muzeum edukacyjne lub muzeum nauki) – instytucja promująca nowoczesną komunikację naukową. Jej celem jest m.in. rozbudzanie zainteresowania nauką w społeczeństwie, inicjowanie debaty na związane z nauka tematy, wspomaganie samodzielnego uczenia się oraz wspieranie systemu szkolnictwa.
W odróżnieniu od tradycyjnych muzeów, w centrum nauki stanowiska są zaprojektowane w sposób interaktywny, aby zwiedzający mogli sami, w bezpiecznych warunkach przeprowadzać doświadczenia i badać zjawiska z różnych dziedzin nauki. Doświadczenia te dotyczą nie tylko nauk przyrodniczych, ale także nauk społecznych i szeroko pojętej humanistyki; obecne są też eksponaty z pogranicza nauki i sztuki.
Pierwsze Centrum nauki założył amerykański fizyk Frank Oppenheimer w San Francisco w 1969 roku. Obecnie na całym świecie działa ponad 2400 centrów nauki, głównie w Europie Zachodniej, Ameryce Północnej i Azji. W ostatnich latach nowe centra nauki powstają także w Europie Środkowo-Wschodniej.
Centra współpracują ze sobą poprzez regionalne organizacje, m.in.: European Network of Science Centres and Museums (ECSITE) w Europie, Association of Science-Technology Centers (ASTC) działającego w USA, Nordiska Science Center Förbundet (Nordic Science Center Association – NSCF) w Skandynawii, The Southern African Association of Science & Technology Centres (SAASTEC) w Afryce południowej.
Centra nauki i interaktywne wystawy promujące nowoczesną komunikację istniejące w Polsce:
- Centrum Nauki Experyment w Gdyni
- Giganty Mocy w Bełchatowie
- Dom Eksperymentów EUREKA W Szczecinie
- Centrum Nauki w Szczecinie
- Hevelianum w Gdańsku
- Pracownia Profesora Ciekawskiego w Family Park w Bydgoszczy
- Sala Orbitarium w toruńskim Planetarium
- Centrum Nauki Experymentarium w Łodzi
- Explorapark w Wałbrzychu
- Ogród Doświadczeń w Krakowie
- Centrum Nauki Kopernik w Warszawie
- Centrum Nauki i Techniki EC1 w Łodzi, w kompleksie EC1 Łódź – Miasto Kultury
- Centrum Nowoczesności Młyn Wiedzy w Toruniu
- Instytut Odkrywania Tajemnic w Katowicach
- Centrum Nauki Keplera w Zielonej Górze
- Centrum Geoedukacji w Kielcach
- Laboratorium Wyobraźni PPNT w Poznaniu
- Centrum Nauki Leonardo Da Vinci w Podzamczu[1].